# FUOM
FUOM (англ. Fucose mutarotase) – білок, який кодується однойменним геном, розташованим у людей на 10-й хромосомі. Довжина поліпептидного ланцюга білка становить 154 амінокислот, а молекулярна маса — 16 765.
| 10         |  | 20         |  | 30         |  | 40         |  | 50         |
| ---------- |  | ---------- |  | ---------- |  | ---------- |  | ---------- |
| MVALKGVPAL |  | LSPELLYALA |  | RMGHGDEIVL |  | ADLNFPASSI |  | CQCGPMEIRA |
| DGLGIPQLLE |  | AVLKLLPLDT |  | YVESPAAVME |  | LVPSDKERGL |  | QTPVWTEYES |
| ILRRAGCVRA |  | LAKIERFEFY |  | ERAKKAFAVV |  | ATGETALYGN |  | LILRKGVLAL |
| NPLL       |  |            |  |            |  |            |  |            |

A: Аланін

C: Цистеїн

D: Аспарагінова кислота

E: Глутамінова кислота

F: Фенілаланін

G: Гліцин

H: Гістидин

I: Ізолейцин

K: Лізин

L: Лейцин

M: Метіонін

N: Аспарагін

P: Пролін

Q: Глутамін

R: Аргінін

S: Серин

T: Треонін

V: Валін

W: Триптофан

Кодований геном білок за функцією належить до ізомераз. 
Задіяний у такому біологічному процесі, як альтернативний сплайсинг. 